# 元文遙
元 文遙（げん ぶんよう、生没年不詳）は、東魏から北斉にかけての官僚・政治家。字は徳遠。本貫は河南郡洛陽県。

## 経歴
元晞の子として生まれた。員外散騎常侍を初任とした。父の服喪を終えると、太尉東閤祭酒に任じられた。戦乱がひどくなると、官を辞して林慮山に隠れた。東魏の武定年間、大将軍の高澄に召されて大将軍府功曹となった。
北斉が建国されると、中書舎人となった。後に理由も定かでないまま獄に捕らえられた。年をまたいで文宣帝により釈放され、尚書祠部郎中として起用された。高演（後の孝昭帝）が大丞相となって政権を掌握すると、文遙は大丞相府功曹参軍となって、政権の機密に参与した。孝昭帝が即位すると、中書侍郎に任じられ、永楽県伯に封じられた。孝昭帝が落馬の負傷のために死の床につくと、文遙は平秦王高帰彦や趙郡王高叡らとともに遺託を受け、武成帝の擁立に参加した。給事黄門侍郎・散騎常侍・侍中・中書監をつとめた。
天統2年（566年）、高氏の姓を賜った。尚書左僕射となり、寧都郡公に進んだ。趙彦深や和士開らとともに重用された。天統5年（569年）、高叡や婁定遠らとともに和士開の追放を画策したが、失敗して高叡が殺害されると、文遙は西兗州刺史として出された。武平年間、和士開の死後に東徐州刺史から召されて入朝したが、任用されることなく死去した。

## 子女
- 元行恭（尚書郎、中書舎人・待詔文林館、北周の司勲下大夫、隋の開皇年間にまた尚書郎となったが、事件に連座して瓜州に流されて死去した）[11][12][13]
- 元行恕（著作佐郎）[11][12][13]

## 伝記資料
- 『北斉書』巻38 列伝第30
- 『北史』巻55 列伝第43